# Grands jours d'Auvergne
Les grands jours d’Auvergne furent des tribunaux exceptionnels du XVIIe siècle, appelés Grands Jours, qui jugèrent en dernier ressort les affaires qui localement avaient donné lieu à des décisions contestables ou avaient été soustraites à la justice. Présidés par un Commissaire du roi et composés de magistrats professionnels mais étrangers à la province, ils durent ramener l'ordre et la paix civile.

## Grands jours d’Auvergne de 1665

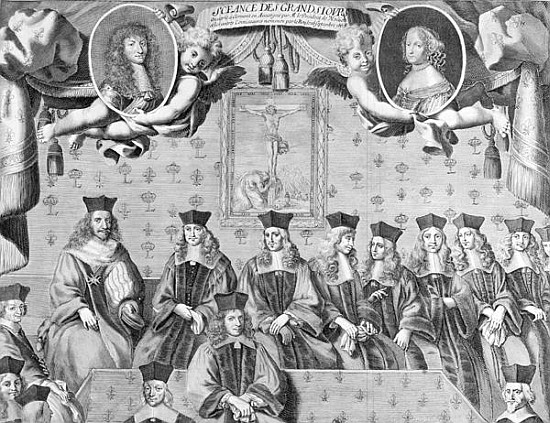
Grands jours d'Auvergne 26 septembre 1665

Les Grands Jours d'Auvergne eurent lieu à Clermont et au Puy du 28 septembre 1665 au 30 janvier 1666 pour réprimer les abus commis par une partie de la noblesse de la province afin de « tirer les peuples de l'oppression des puissants » selon les mots du procureur général Denis Talon (1628-1698). Cela concernait aussi bien les hobereaux rapaces et brutaux, que les juges locaux corrompus trop accommodants pour les nobles et souvent impitoyables pour les humbles. Il y eut près de 12 000 plaintes.
En quatre mois, sur plus de 1 360 affaires, il y eut 692 condamnations prononcées, dont 125 concernaient des nobles. Sur les 347 condamnations à la peine capitale prononcées, seulement 23 furent exécutées, dont beaucoup en effigie :
- Claude Pestels de Frayssinet, décapité en 1668 à Clermont ;
- Charles Durand de Bonne, baron de Sénégas, décapité à Plaisance sur la place publique ;
- Jacques Artaud de Saint-Germain, comte d’Apchon (amende et restitution) ;
- Louis de Bourbon, marquis de Malause, (65 000 livres de restitution, 4 000 livres d'amende) ;
- le comte d'Espinchal, seigneur de Massiac (exécuté en effigie, son château est confisqué et rasé) ;
- Jacques-Timoléon de Montboissier-Beaufort-Canillac, marquis de Canillac, de Pont-du-Château, sénéchal de Clermont (exécuté en effigie, tous ses biens confisqués, son château de Saint-Urcize rasé).
- François IV de Salers, baron de Salers, est condamné par contumace en 1666 à la peine de mort, et son château est rasé « à trois pieds du sol ».

En contribuant à affirmer l’autorité du roi, « source de toute justice », les Grands Jours ont été l’un des instruments de mise au pas de la noblesse après les troubles de la Fronde.